# Подсухинский сельсовет
Подсухинский сельсовет — упразднённая административно-территориальная единица, существовавшая на территории Московской губернии и Московской области до 1933 года.
Подсухинский сельсовет возник в первые годы советской власти. В 1922 году он находился в составе Серединской волости Волоколамского уезда Московской губернии.
По данным 1926 года в состав сельсовета входил 1 населённый пункт — Подсухино, а также хутора Мошки и Саткино.
В 1929 году Подсухинский с/с был отнесён к Шаховскому району Московского округа Московской области.
19 февраля 1933 года Подсухинский с/с был упразднён, а его территория в полном составе передана в Дорский с/с.